# HLA-A9

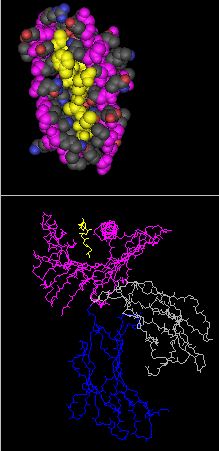

HLA-A9 هو نمط مصلي من مستضد الكريات البيضاء البشرية-أ.